# Lüleburgaz
Lüleburgaz är en stad i Thrakien, 7 mil sydöst om Edirne i Turkiet.
Här stod 29-31 oktober 1912 slaget vid Lüleburgaz, där bulgarerna besegrade en turkisk armé.